# Landreva hemiptera
Landreva hemiptera är en insektsart som beskrevs av Bolívar, I. 1900. Landreva hemiptera ingår i släktet Landreva och familjen syrsor. Inga underarter finns listade i Catalogue of Life.